# Hauptspiegel

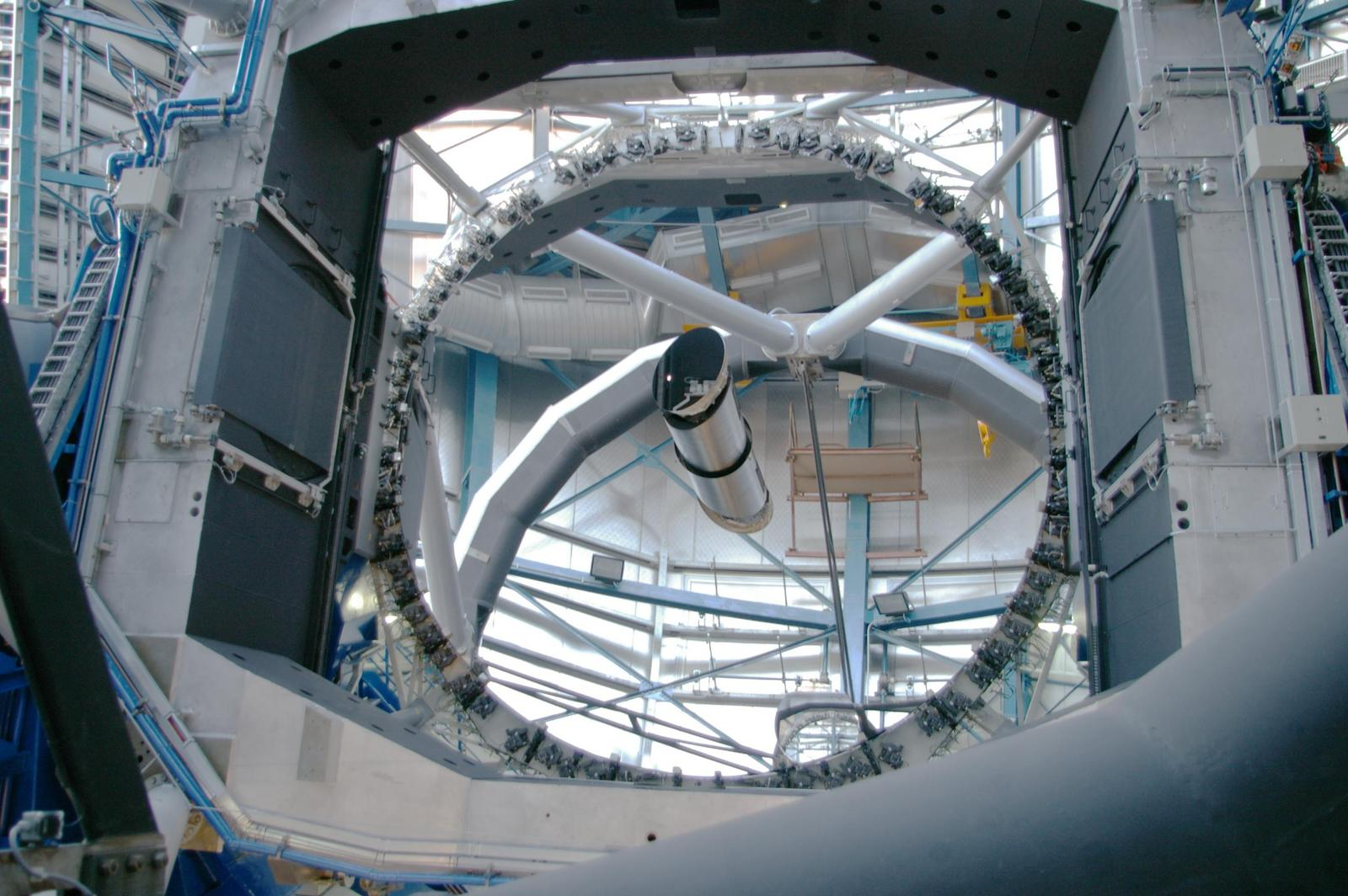
Hauptspiegel eines Teleskops am Paranal-Observatorium mit 8 m Durchmesser

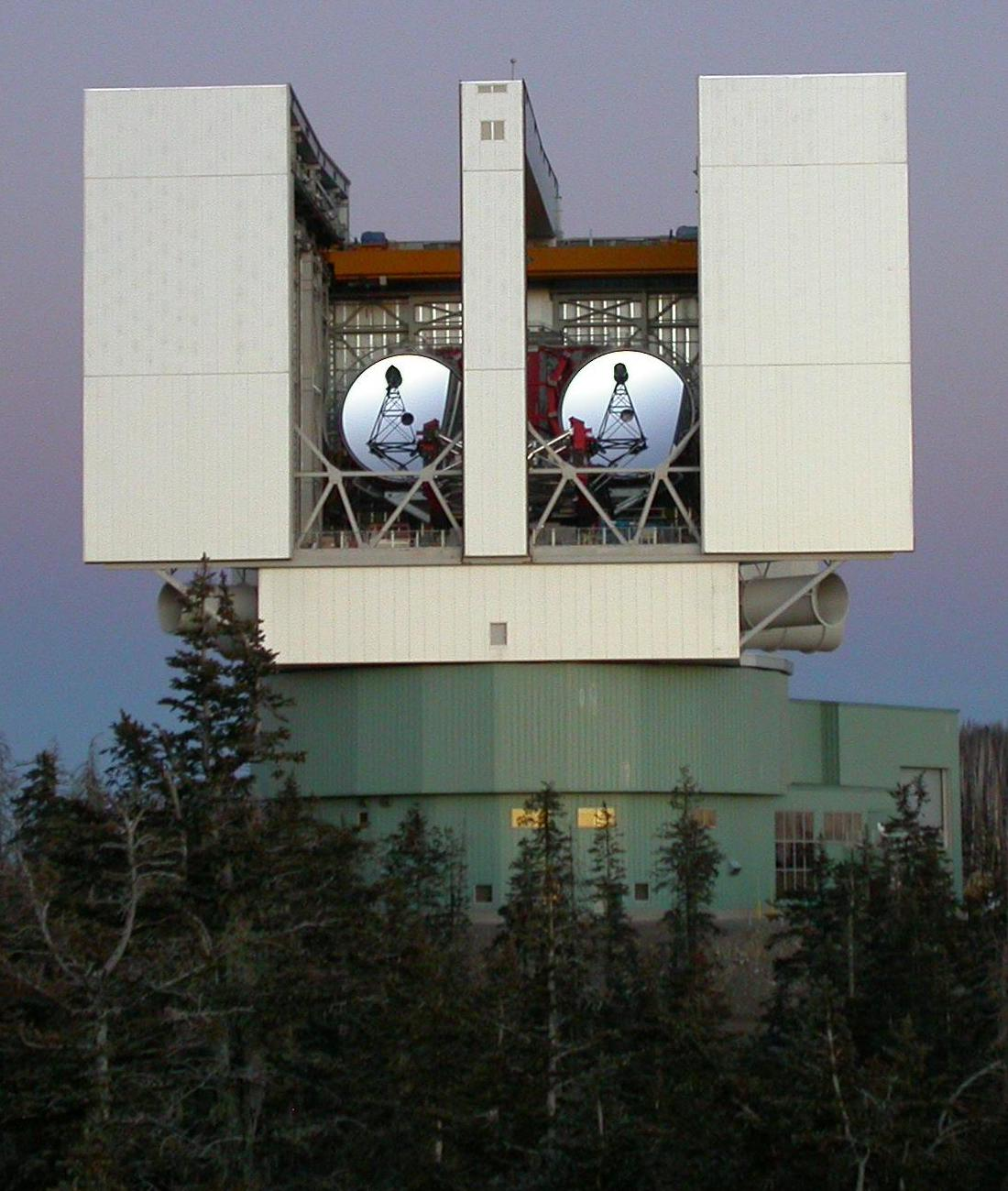
Die Hauptspiegel (2 × 8,4 m) des Large Binocular Telescope am Mount Graham (3267 m) in Arizona

Weltweiter Vergleich der Hauptspiegel-Durchmesser

Der Hauptspiegel (auch Primärspiegel) ist bei einem Spiegelteleskop oder einem katadioptrischen Teleskop der erste optisch wirksame Spiegel, auf den das vom Objekt kommende Licht trifft. Meist ist er, wie beim Newton-Teleskop, als Paraboloid geschliffen, bei speziellen Optiken wie der Schmidtkamera auch als Kugelspiegel oder in hyperbolischer Form.
Bei Teleskopen für optische Wellenlängen (Licht, UV, nahes Infrarot) bestehen Hauptspiegel heute meist aus Glas oder Glaskeramik. Bis etwa 1900 verwendete man überwiegend Metallspiegel, weil bei größeren Glasgussformen das Problem der Schlieren noch ungelöst war. Parabolspiegel lassen sich ebenfalls als flüssiger Spiegel realisieren.
In Spiegelreflexkameras wird als Hauptspiegel der ebene, teildurchlässige Spiegel bezeichnet, der das Licht in den Sucher lenkt, und beim Wegklappen auf den Film bzw. das CCD-Array. Hinter ihm befindet sich der Hilfsspiegel für den Autofokus.

## Geschichte
In den Anfangsjahren der von Newton erfundenen Spiegelteleskope wurden die Spiegel aus Spiegelmetall hergestellt. Weil das Metall jedoch schnell oxidierte, mussten diese Spiegel häufig nachpoliert werden. Dabei verschlechterte man leicht die hergestellte glatte Oberfläche und veränderte die genaue Oberflächenform. Deshalb kam man auf Glas als Träger, das man mit Silber verspiegelte. Heutige Teleskopspiegel werden im Hochvakuum mit einer dünnen Aluminiumschicht bedampft und zum Schutz gegen schnelles Erblinden mit einer Quarzschutzschicht versehen.
Die riesigen Spiegel heutiger Großteleskope (bis zu 10 Meter Durchmesser) werden nicht mehr in einem Stück gegossen, sondern aus hunderten, computergesteuerten Segmenten zusammengesetzt. Die größten Einzelspiegel sind jene am Mount Palomar, USA (5 Meter, 1947) und am Selentschuk-Observatorium, Russland (6 Meter, 1975/78).

## Strahlverlauf und Abbildungsfehler
Die Spiegel ganz kleiner Teleskope sind Hohlspiegel in der Form reiner Kugelflächen. Ein Kugelspiegel sammelt parallele Lichtstrahlen aber nicht genau in einem Punkt, sondern in einer räumlichen Ausdehnung entlang der Längsachse des Brennpunktes (sog. „Brennlinie“). Bei größeren Spiegeln wird deshalb ein Rotationsparaboloid hergestellt, das die Lichtstrahlen wirklich in einem Punkt sammelt. Sehr große Teleskope werden heutzutage meist als Ritchey-Chrétien-Teleskop gebaut, bei dem der Hauptspiegel hyperbolisch deformiert ist – der Fangspiegel übrigens auch, zusätzlich zu der Hyperbelform, die er für seine Aufgabe im Cassegrainsystem ohnehin benötigt.

## Herstellung
In der Amateur-Astronomie wird als Spiegelmaterial meist Borosilicatglas verwendet, das einen sehr geringen Ausdehnungskoeffizienten besitzt. Die Glasrohlinge wurden früher durch Pressen oder Gießen in Metallformen hergestellt. Heute wird Borosilicat-Floatglas (z. B. Borofloat) mit 25 mm Stärke hergestellt, aus dem die Glasrohlinge ausgeschnitten werden.
Die großen Spiegel der astronomischen Forschung werden heute dagegen meist aus Glaskeramik hergestellt. In speziellen Drehöfen werden die Spiegelrohlinge direkt aus Glasbruch in Form geschmolzen. Dabei rotiert der Ofen mit jener definierten Drehzahl, welche die gewünschte Paraboloidform erzeugt. Bei der Abkühlung der Glasschmelze wird der Temperaturverlauf so geregelt, dass durch keramische Kristallisation eine Mischung aus 60 Prozent Keramik und 40 Prozent Glas entsteht. Der negative Ausdehnungskoeffizient der Keramik hebt sich mit dem positiven des Glases auf, sodass praktisch überhaupt keine Wärmeausdehnung mehr auftritt. Um Spannungsfreiheit zu erreichen und den Keramikanteil auszukristallisieren, dauert der Abkühlprozess entsprechend lange.
Ist der Spiegel fertig ausgekühlt, kann die Endform geschliffen und poliert werden. Beim Polieren muss eine Oberflächengenauigkeit unter Lambda/2 (die Hälfte der Wellenlänge, in der später beobachtet werden soll), meist aber besser Lambda/8, erreicht werden. Professionell eingesetzte Spiegel werden auf bis zu 20 Nanometer genau gefertigt.
Kleine Hauptspiegel, die mit einem Verhältnis von Durchmesser zu Dicke von 10 : 1 hergestellt werden können, sind von sich aus formstabil. Ab 50 cm Durchmesser werden solche Spiegel allerdings recht schwer. Stellt man sie jedoch dünner her, so verbiegen sie sich bei Lageänderungen durch ihr Eigengewicht. Der Effekt ist zwar geringer als bei der Linsendurchbiegung, aber doch merklich.
Größere Spiegel wurden früher zur Gewichtsreduzierung von der Rückseite her ausgebohrt. Heute werden die Spiegel gleich mit einer Wabenstruktur auf der Rückseite gegossen, wodurch sich das Gewicht um über 60 % verringern lässt.
Im Richard F. Caris Mirror Lab in Arizona wird eine große Zahl der heute in Großteleskopen verwendeten Spiegel mit 8,4 m Durchmesser und Wabenstruktur hergestellt. Die Spiegel bestehen aus Borosilikatglas und werden unter Rotation gegossen, um als Oberfläche einen Paraboloiden zu erhalten, wodurch die Schleifbearbeitung reduziert wird.

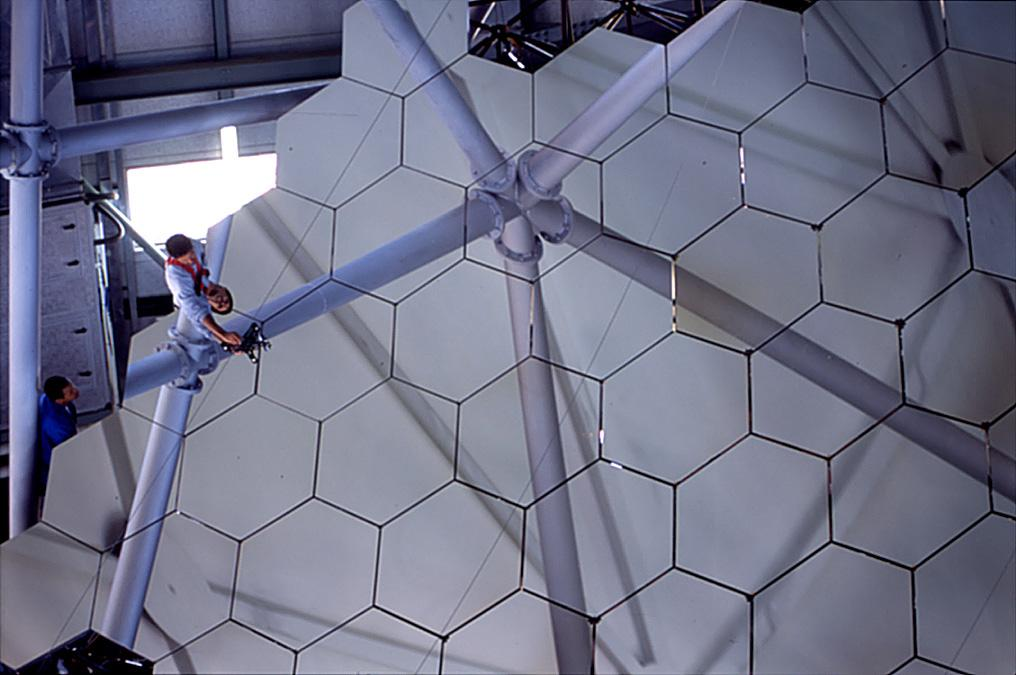
Segmentierte Hauptspiegel des Southern African Large Telescope

## Segmentierte Spiegel
Massive Spiegel mit mehr als 6 m Durchmesser (wie zuletzt 1978 beim Selentschuk-Observatorium) werden wegen der Verformung durch ihr Eigengewicht nicht mehr hergestellt. Deshalb wurden in den 1980er-Jahren mehrere Spiegel mit 8 bis 10 Meter Öffnung zunächst aus dutzenden Segmenten hergestellt. Diese sechseckigen, bis 1,5 m großen Segmente wurden durch die Halterung (statisch) so positioniert, dass ein fehlerfreies Bild entsteht. Heute gibt es aktive Lagerungen, die den Spiegel dynamisch an vielen Auflagepunkten stützen und somit die Verbiegung durch sein Eigengewicht oder Montagefehler ausgleichen. Diese Korrektur ist auch abhängig vom jeweiligen Höhenwinkel des Teleskops. Zudem wurde die adaptive Optik entwickelt, um Störeinflüsse durch die Luftunruhe auszugleichen.